# Francis Rawdon Chesney
Francis Rawdon Chesney (16 marzo 1789 – Contea di Down, 30 gennaio 1872) è stato un generale britannico.

## Biografia
Francis Rawdon Chesney nacque il 16 marzo 1789 da Alexander Chesney. Il padre, ufficiale dell’esercito inglese, aveva combattuto al seguito di Lord Rawdon, nella guerra di indipendenza americana prima di stabilirsi in Irlanda con l’incarico di ufficiale costiero.
A seguito del suo ritiro dalle armi visse fino alla sua morte, avvenuta il 30 gennaio 1872, nella contea di Down.

### Carriera
Il ragazzo fu avviato alla carriera militare presso la Royal Military Academy di Woolwich nei pressi di Londra. Successivamente prestò servizio nella Royal Artillery dove conseguì il grado di generale.
Nel 1829 prospettò la possibilità di costruire il Canale di Suez e i suoi piani furono le basi del lavoro di Ferdinand de Lesseps che completò il canale nel 1868.
Collaborò con la East India Company al fine di individuare rotte più veloci per i traffici commerciali con l’India. Propose la costruzione di una ferrovia che potesse collegare il Golfo Persico con il fiume Eufrate di cui testò la navigabilità nel 1835. Due piroscafi furono condotti, in parte via terra, dal Mediterraneo ad Antiochia fino al medio Eufrate. Benché la spedizione fu considerata un successo il progetto non ebbe seguito da parte del Governo Britannico.
Chesney dal 1843 al 47 comandò l’artiglieria britannica ad Hong Kong dopo la prima guerra dell’oppio.